# Schloss Dermbach

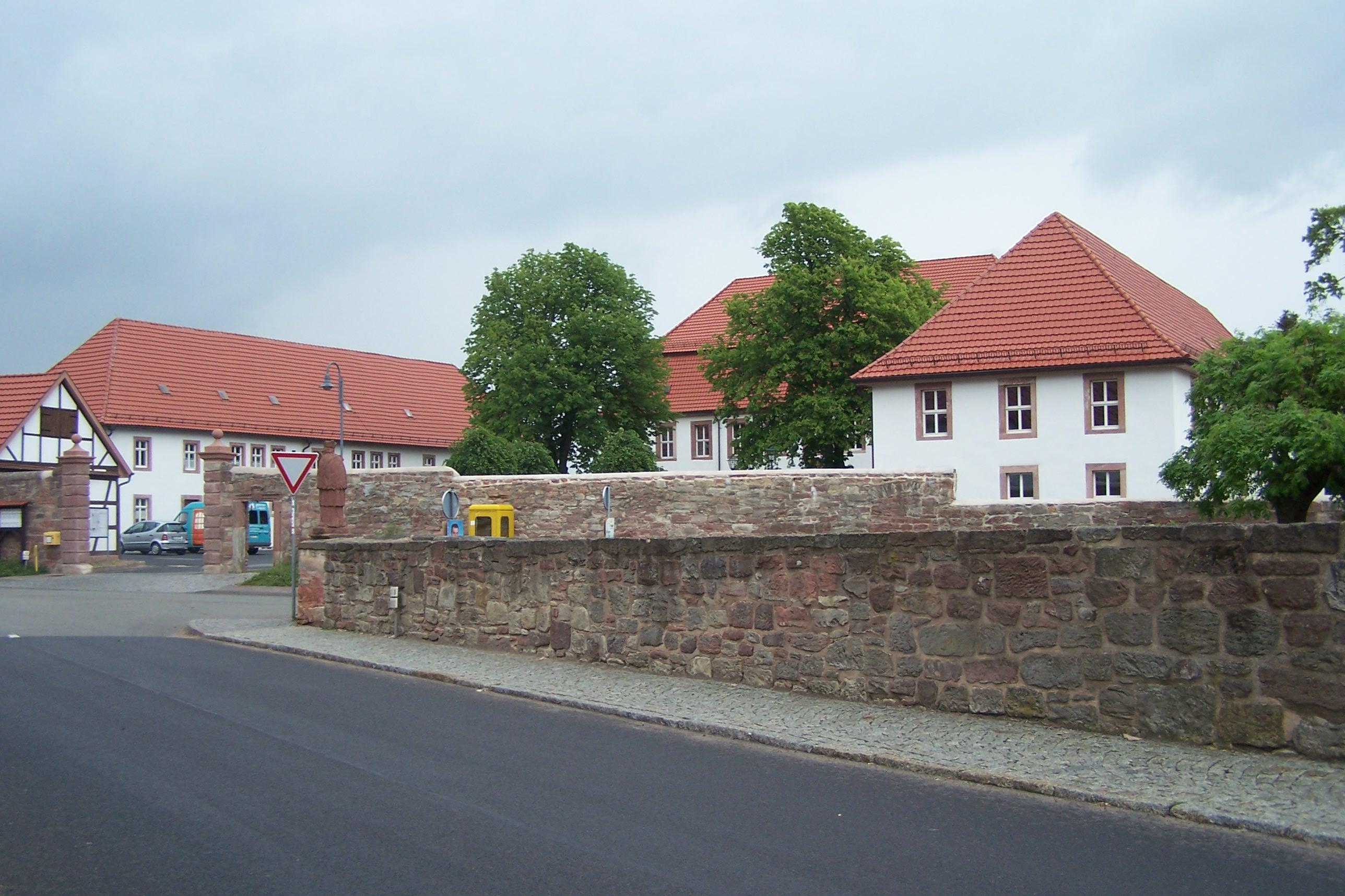
Schloss Dermbach

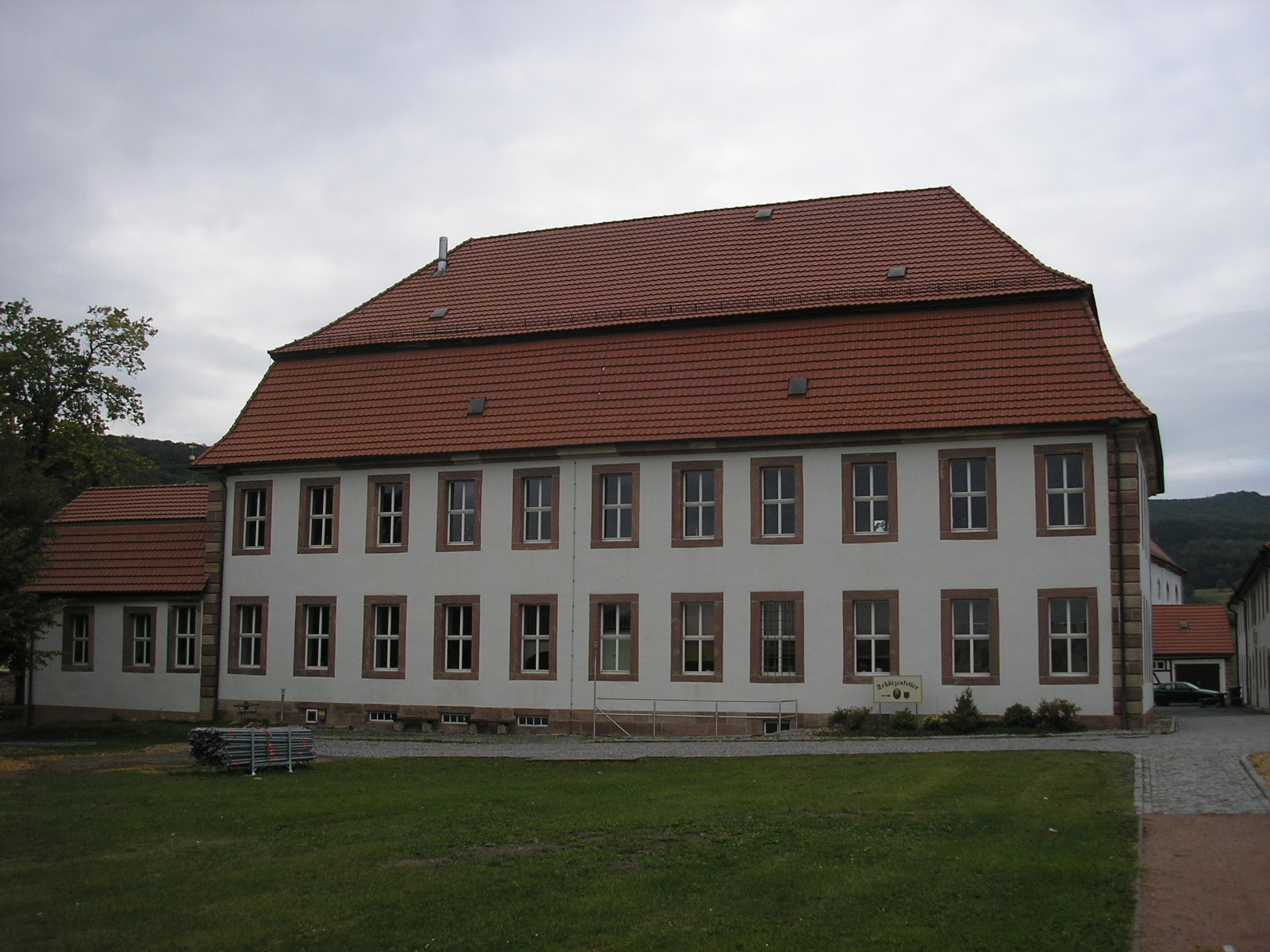
Rückwärtige Ansicht

Das Schloss Dermbach ist heute ein Baudenkmal in der Gemeinde Dermbach im Wartburgkreis und befindet sich im nördlichen Teil der Ortslage. Auf der gegenüberliegenden Straßenseite zum Hof befindet sich das Franziskanerkloster mit einer repräsentativen Kirche.

## Geschichte
Am 25. Mai 1707 kam der Fuldaer Fürstabt Adalbert von Schleifras nach Dermbach zu einer Huldigungsfeier. Die neuen, alten Gebietsherren vom Kloster Fulda begannen mit dem Bau des Dermbacher Schlosses. Die Fuldaer benötigten das Gebäude als Amtshaus. Konstantin von Buttlar, der 1717 dort einzog, ließ um die Gebäude und den weitläufigen Garten eine wuchtige Sandsteinmauer mit starken Stützen errichten. Das Schloss ist eine dreiflüglige Anlage im Barockstil, im Zentrum befindet sich ein weiter, rechteckiger Hof. Das Innere des Hauptgebäudes, indem sich bis 1736 die Kapelle des gegenüberliegenden Franziskanerklosters und die katholische Schule befanden, enthält einen großzügigen Treppenaufgang und Decken mit Schmuckornamenten.
Schon 1802, mit der von Napoleon diktierten Auflösung der geistlichen Fürstentümer, endete die Fuldaer Herrschaft in Dermbach. Vier weitere Besitzer in nur 10 Jahren erlebte das Schloss, es kam ab 1815 zum Großherzogtum Sachsen-Weimar-Eisenach.
Nach dem Ersten Weltkrieg existierte dieser Staat nicht mehr, nun übernahm das Land Thüringen das Amtsschloss und machte es 1920 zum Sitz der Bezirksdirektion, als Forstamt, Polizeistation,  und zeitweise auch als Jugendherberge genutzt.
1932 wurde in einigen Sälen und Räumen ein „Heimatmuseum für das Eisenacher Oberland“ eingerichtet. Die Sammlungen wurden später vom Dermbacher Heimatmuseum übernommen. Der Zweite Weltkrieg hatte viele Flüchtlinge in die Rhön geführt, das Schloss wurde noch in den 1950er  Jahren als Flüchtlingsunterkunft genutzt. Im Jahr 1952 übernahm die DDR-Grenzpolizei und später das Grenzregiment „Florian Geyer“ der Nationalen Volksarmee der DDR das Gebäude.
1994 kaufte die Gemeinde Dermbach ihr Schloss von der Thüringer Landesimmobilienverwaltung. Für die umfassende Sanierung des Baudenkmals erhielt die Kommune Dermbach Städtebau-Fördermittel. Seit 1999 ist das Schloss Hauptgebäude der Gemeindeverwaltung von Dermbach mit Bibliothek, Standesamt, Vereinsräumen.

## Kulturelle Nutzung
Der Dermbacher Kunst- und Kulturverein nutzt das Schlossareal im Jahresverlauf für Veranstaltungen, auch das Musical Rhönpaulus wird hier aufgeführt. Auf einer Wiese entstand auch ein Mittelalterfest mit einem Ritter-Zeltlager.